# 阿仁鉱山
阿仁鉱山（あにこうざん）は、秋田県北秋田市にあった鉱山である。金、銀、銅が採掘され、とくに銀鉱、銅鉱の産出が多く、1716年（享保元年）には産銅日本一となり、長崎輸出銅の主要部分を占めた。御用鉱山から久保田藩（秋田藩）の藩営となり、明治初年に官営鉱山となったのち、1885年（明治18年）に古河市兵衛に払い下げられた。閉山されたのは、1978年（昭和53年）のことであった。

## 沿革
江戸時代前期の寛文年間（1661年 - 1673年）に開坑されたといわれる（寛永開坑説もある。詳細は「阿仁銅山発見二説」節で後述）。元禄14年（1701年）に銅山直営化（秋田藩営化）を経て、宝永5年（1708年）の銅・鉛を合わせた産出高は360万斤にのぼった。17世紀後半から18世紀初頭にかけての時期に繁栄期をむかえた。安永2年（1773年）、秋田藩では平賀源内を招聘して鉱山技術指導を受け、翌安永3年には米代川の支流阿仁川と藤琴川（上流で鉛を生産）の合流点に加護山製錬所を建設している。
- 1309年：金山が発見されたという。
- 1387年：湯口内、向山に銀山が発見されたという。
- 1637年：一説に大坂の商人、北国屋吉右衛門の手代である高岡八右衛門が小沢銅山を発見したという。
- 1644年 - 1647年：近江商人、青山清左衛門が経営。向山舐沢銀山が閉鎖。
- 1702年：阿仁銅山が佐竹氏秋田藩の直営となり、銅山奉行の支配するところとなった。
- 1716年：銅産日本一となる。
- 1744年：このころまでに、小沢、大沢、真木、三枚、一の又、二の又、萱草の七山が開発されている（ときには天狗平、黒滝、糠内、嘉久知を加え阿仁十一山とも呼称された）。
- 1764年：5月に、老中松平康福は、幕府が貿易用に使用する銅を直接確保するため、阿仁銅山を秋田藩から取り上げ、幕府直轄地とする上知令を出したが、秋田藩の反発が激しく翌月撤回[3]。
- 1773年：平賀源内が技術指導のため来山。
- 1784年：天明の大飢饉で鉱山開発は中絶した。
- 1790年：秋田藩により鉱山が復活。
- 1871年：秋田県庁の経営となる。
- 1875年：工部省鉱山寮の経営となる（官営鉱山）。
- 1880年：お雇い外国人としてドイツ人メッケルおよびライヘルが来山。
- 1882年：新式製錬所を開設。
- 1885年：古河市兵衛に払い下げとなり、古河阿仁鉱山の経営となる。
- 1931年 - 1935年：世界恐慌のため、銅の価格が下がり、一時休山となる。
- 1933年：従来全く放棄されていた二十四孝の山頂部に金山が発見され、採鉱が開始される。
- 1970年：生産操業が中止される。
- 1978年：閉山。

## 阿仁銅山発見二説
金山として出発した阿仁鉱山の名を全国に広めたのは、銅山発見からであった。そのいわれについては、2つの説が存在しており、いずれも説話に仮託されている。
1. 寛永説（寛永14年、1637年）：銅山木山方旧記によるもの。「大坂の小間物商円八郎は行商先で知り合った女と夫婦になったが、女は望郷の念を押さえきれず、米白の港（現在の能代港）から上流の極印沢へ夫の元を離れ去っていった。円八郎は妻を追いかけ、極印沢の暗闇沢で黄金に輝く石を発見した」というものである。
2. 寛文説（寛文10年、1670年）：秋田金山旧記によるもの。「高岡八右衛門（1608年 - 1684年）は、大坂の茶豪商北国屋吉右衛門の手代として阿仁を訪れた。八右衛門はある日帰宅すると、妻は不在で一匹の銀狐が昼寝をしていた。それを追い払おうとしたところ狐はたちまち妻の姿に変わった。妻は暇を乞うたが、妻恋しさにその後を追った八右衛門は、極印沢の山中で仮眠中に、妻が夢枕に現れて鉱床を教えた。」というものである。

いずれも最初の発見地は極印沢であることは共通している。地元では寛文説を採る方が妥当とされるが、その根拠は秋田藩が寛文10年に採掘許可を出したという文書が残っているからである。

## 江戸時代の阿仁銅山と平賀源内
阿仁鉱山は、佐竹氏の開発によって当初金銀を産出し、17世紀には銅山に移行して幕末に至るまで採鉱がつづけられた。秋田藩の産銅は幕府御用銅の4割弱、多いときには5割をこえたが、長崎輸出銅の主要部分を占め、また銭貨鋳造の原料としても重要なものであった。阿仁の銅には米代川の舟運が利用された。多数の鉱山労働者によって鉱山町が形成され、採坑普請用の土木資材や燃料としての薪炭も不可欠な存在であり、阿仁近辺では一時森林乱伐の弊害がもたらされている。1740年（元文5年）、秋田藩は阿仁に銅山掛山（かかりやま）を設置し、銅山奉行の支配とした。
阿仁銅山では、鉱山の採掘から「荒銅」の精錬までをおこなった。阿仁銅山のうち、二ノ又・板木沢ついで萱草の銅に含銀量が多く、前二者は大坂での相場が高かった。また、扇平・三枚の銅は含銀量こそは少ないものの高品質であったといわれている。
1716年（享保元年）には産銅日本一となっている。しかし、その後、秋田藩の銅山経営はふるわなくなり、1764年（宝暦14年）、秋田藩は突如江戸幕府より阿仁銅山と麓村落の1万石の上知（知行召し上げ）を通達された。これは、長崎輸出銅の大部分を占めた銅山の産額が激減したため、幕府は佐竹氏に代替地を与える代わりに銅山の直轄化によって増産を企図したのであった。これに対して秋田藩は損失の大きさに驚愕し、ときの老中であった田沼意次にはたらきかけ、交渉によってようやく上知撤回に成功した。
1773年（安永2年）、秋田藩は幕府より1万両を借り入れ、幕府直営鉱山の開発に実績のあった平賀源内を招聘し、銅山経営の立て直しを図った。同年、平賀源内は鉱山士の吉田理兵衛とともに阿仁鉱山を訪れた。石見銀山の水抜き工事を行っていた吉田は、阿仁銅の精錬法を聞き、このままでは銅のなかにわずかに金が残されていることを指摘し、秋田の銅が大坂で珍重されるのはこのためであるとした。
平賀源内と吉田は阿仁に1か月（3か月説もある）滞在し、「山下流の銀絞り法」を伝授したが、それほど効果はなかったという。「平賀源内秋田資料」には吉田は誠実であるため評判がよく、平賀源内は天才肌で常人が近づきがたかったので評判がすこぶる悪かったのではないかとしている。平賀源内は阿仁で「水無焼」という陶器づくりを指導した。現在2枚の皿が現存している。
上述のとおり、阿仁の銅は概して含銀量も多く高品質として知られていたが、銅山における荒銅精錬までの段階では、銅鉱にふくまれる銀を分離させるということはしなかった。荒銅を鉛を焚き合わせ（これを「合吹」と称す）、融点や比重の相違から銅と銀・鉛の合金を分離して（これを「南蛮絞」という）、さらに、銀・鉛の合金を灰のうえで溶解させたうえで鉛だけを灰にしみ込ませて銀のみを抽出する（これを「灰吹」という）という一連の精錬技術は、大坂銅吹屋がほぼ独占する状態にあった。
しかし、秋田藩では平賀源内の鉱山技術指導ののち、大阪から久保田藩に縁がある大阪の技術者を呼び、安永3年（1774年）には米代川支流阿仁川・藤琴川の合流点である山本郡二ツ井の地に加護山製錬所の銀吹分所、鉛吹所を開鉱（銅の製錬はそれ以前からあった）。それによって、自領内で荒銅から銀の精錬までが可能となったのである。

## 近代阿仁鉱山と異人館

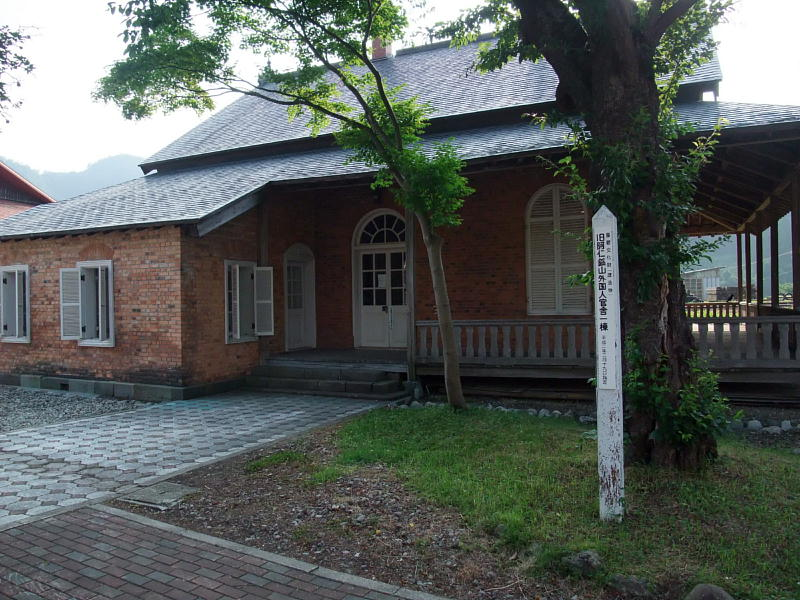
阿仁鉱山の異人館

1879年（明治12年）に来日したアドルフ・メッケルらドイツ技師らの官舎として異人館という西洋風建物が2棟造られた。ルネッサンス風ゴシック建築で、レンガは地元の粘土を水無の下浜という場所で焼いて作られた。この建物は、東京の鹿鳴館やニコライ堂に先がけて建造されたものである。メッケルらの離任後、異人館は政府高官や鉱山関係者の娯楽施設や迎賓館として使われた。1棟は1953年（昭和28年）1月に焼失。もう1棟は1956年（昭和31年）5月に秋田県の有形文化財に指定され、1990年（平成2年）には国の重要文化財に指定された。

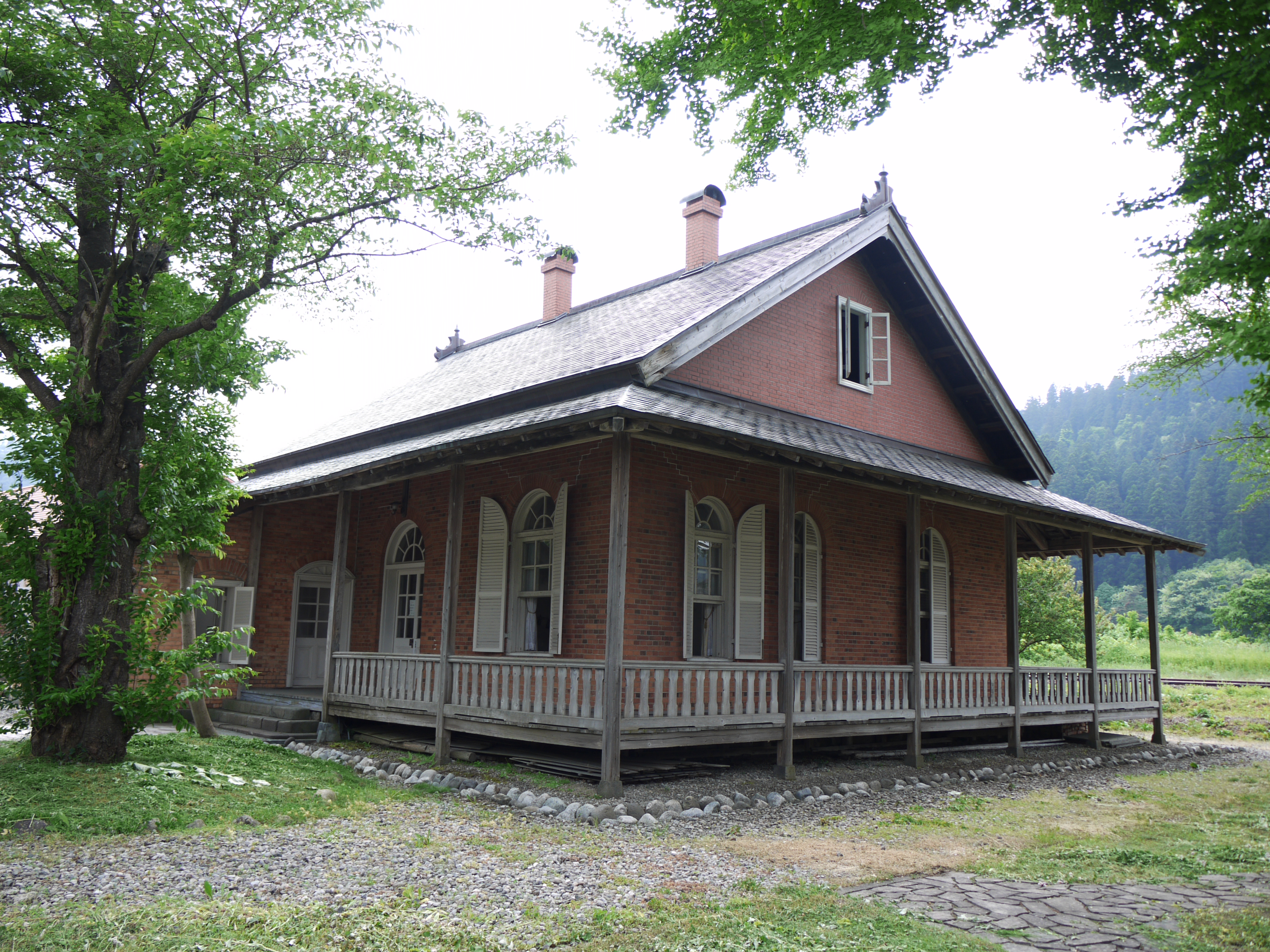
全景（2010年6月）
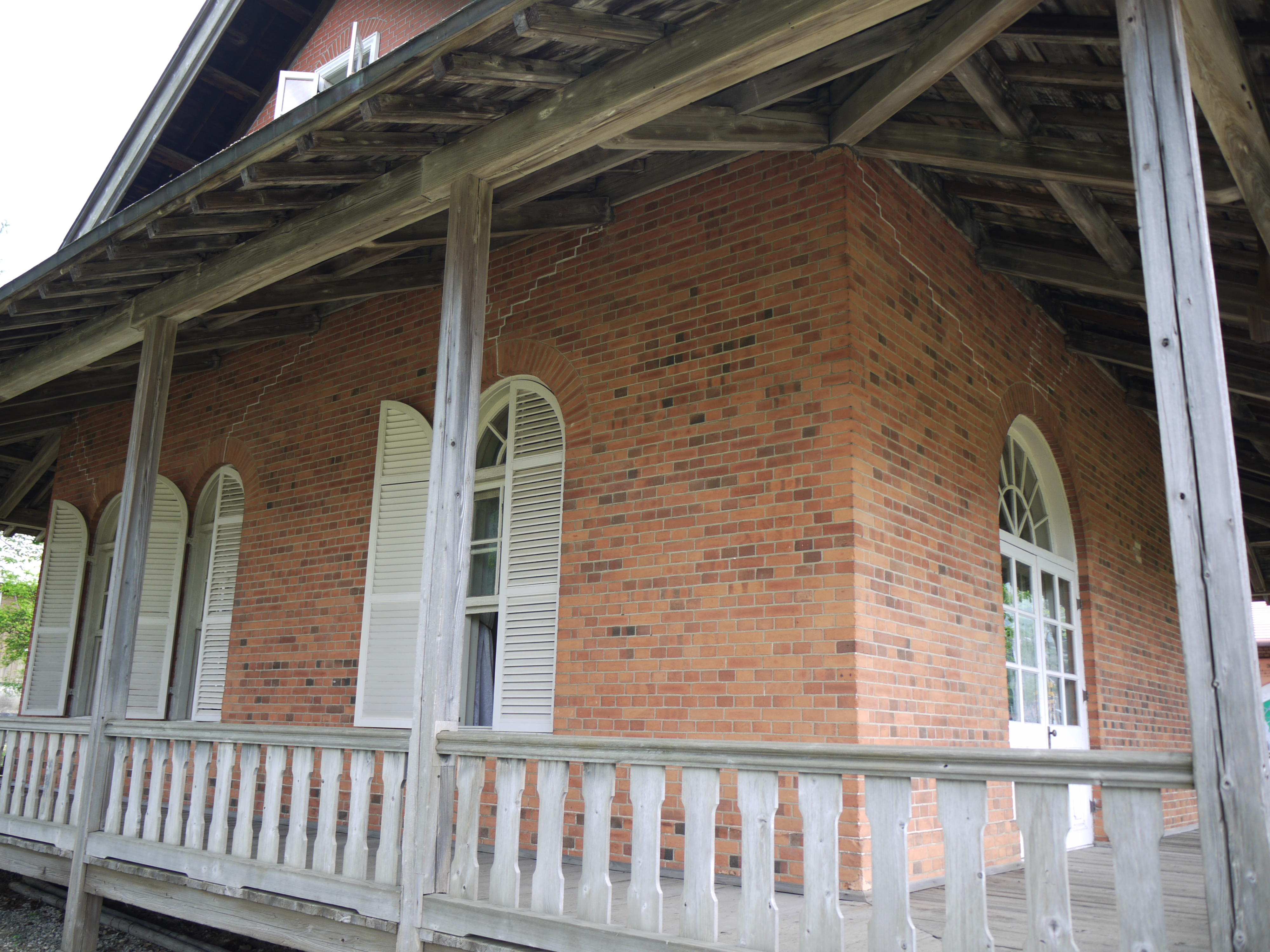
外観（2010年6月）
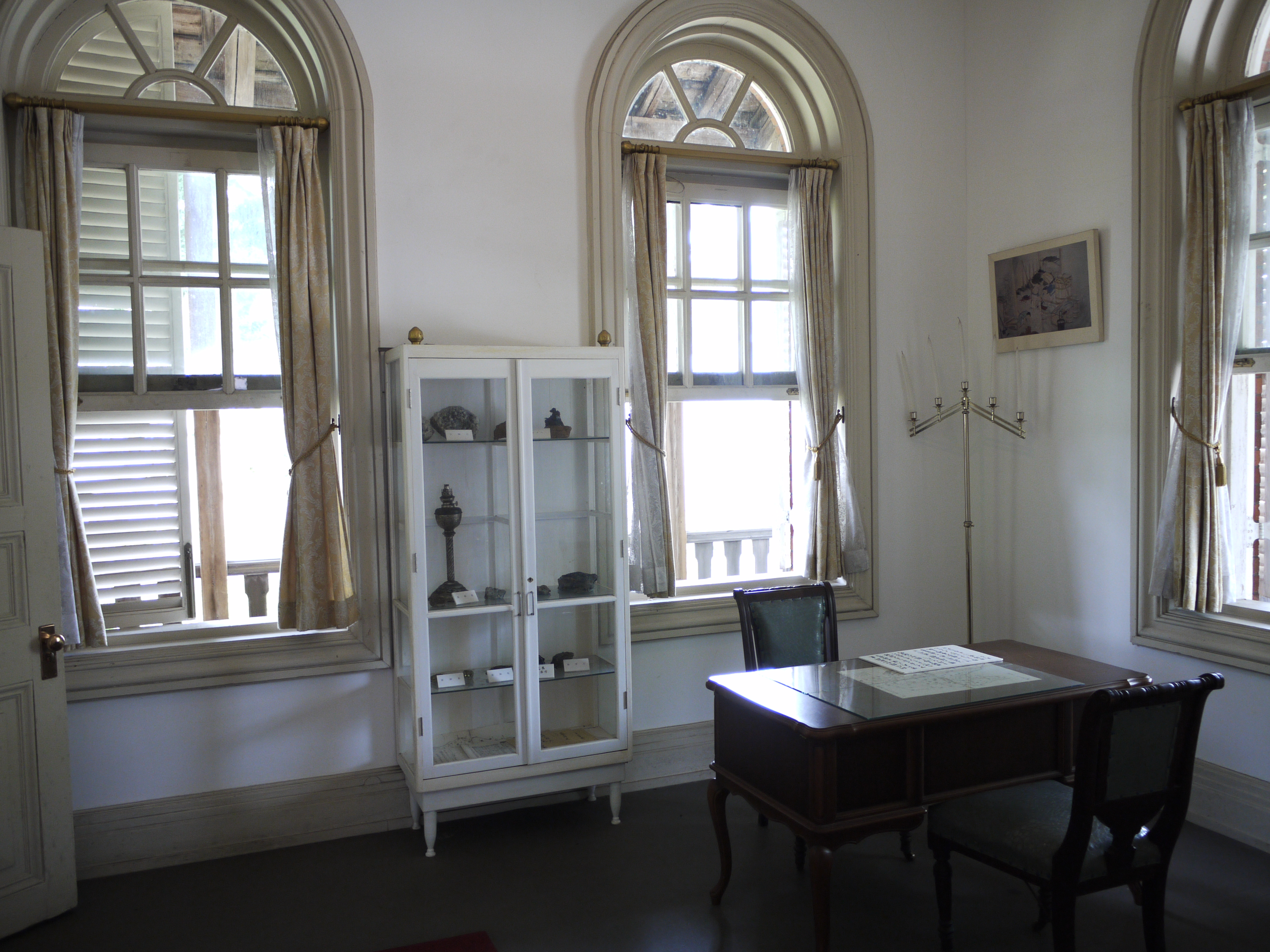
室内（2010年6月）
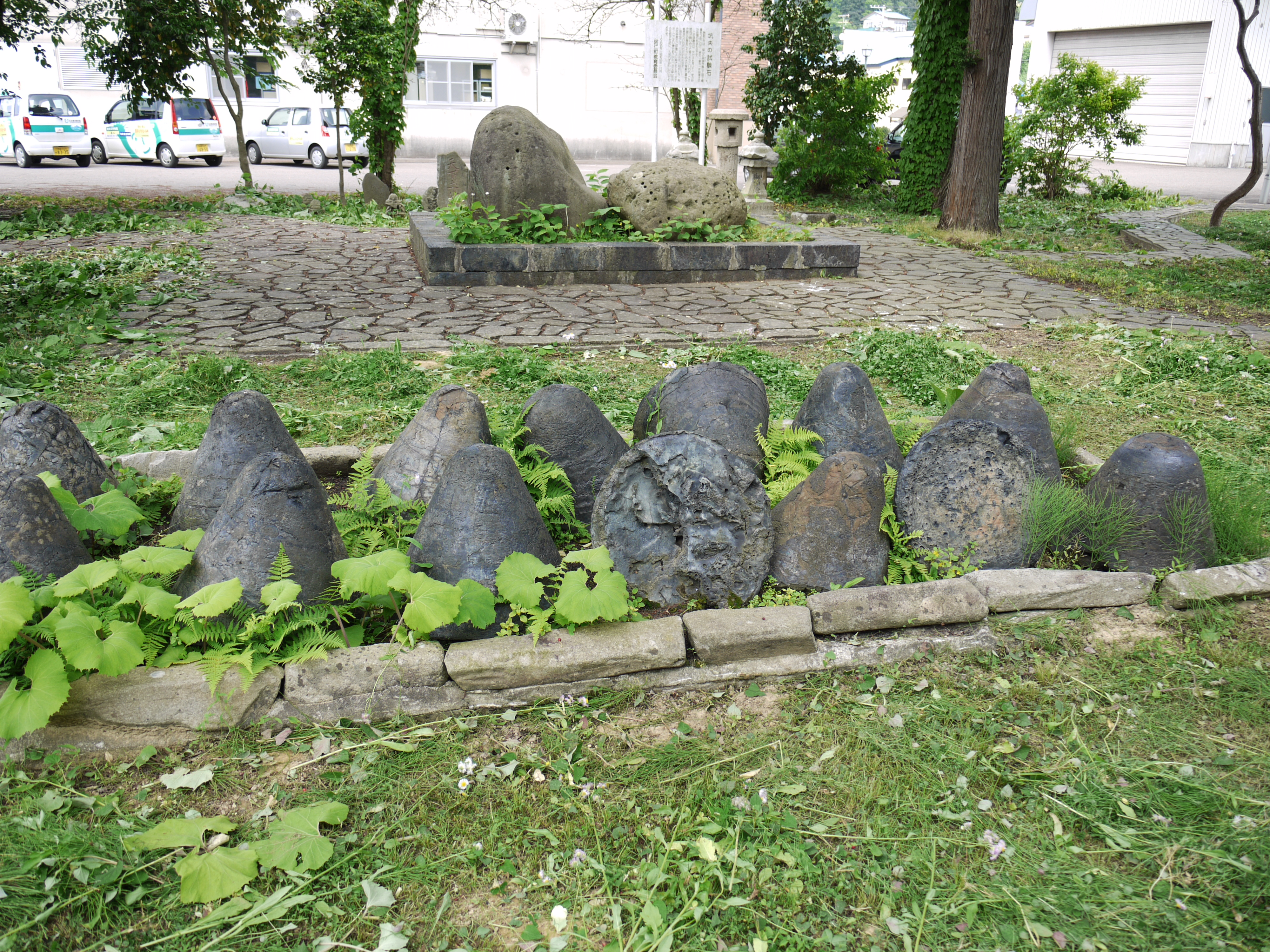
脇に展示されている鍰（2010年6月）

阿仁鉱山の払い下げは、松方正義の大蔵卿（1881年 - 1885年）・大蔵大臣（1885年 - 1892年）時代に、財政改革の一環として、深川セメント（1884年）、札幌麦酒醸造所（1886年）、新町紡績所（1887年）、長崎造船所（1887年）、兵庫造船所（1887年）、三池炭坑（1888年）など他の官営事業とほぼ同時期におこなわれたものである。秋田県内では前年の雄勝郡院内銀山（現湯沢市）につづいて、1885年（明治18年）、当時「鉱山王」といわれた古河市兵衛に払い下げられた。官営時投下資本は、長崎造船所（113万0,949円）や兵庫造船所（81万6,139円）、三池炭坑（75万7,060円）を上回る167万3,211円であったが、払い下げ価格は33万7.766円であった。
阿仁鉱山が閉山後、異人館の隣には阿仁鉱山の郷土文化の保存を目的とする伝承館が建っている。